# بتا کمان
بتا کمان یک ستاره است که در صورت فلکی کمان قرار دارد.